# Teodor Diaca
Teodor Diaca o Teodor Retòric (Theodorus Diaconus o Rhetor, Θεόδωρος Ἀσιναῖος) fou un diaca monoteleta del temps de Màxim Confessor, nadiu de Constantinoble. Fou sinodiucari (representant en un sínode) del patriarca Pau II de Constantinoble, el que indicaria que era molt apreciat pel patriarca. Fou l'autor de dos breus obres anomenades  Ἀπορίαι, Dubitationes.